# María Isabel Álvaro Zamora
María Isabel Álvaro Zamora   (Saragossa, 1948) és una professora i investigadora espanyola membre de la Universitat de Saragossa. És considerada una especialista en diversos camps de la ceràmica, especialment la ceràmica mudèjar i en terrisseria tradicional d'Aragó.
Llicenciada en 1971-1972 i doctorada en 1976-1977, és professora i investigadora de la Universitat de Saragossa. Ha participat en el consell editorial de tres revistes, com a directora de la revista Artigrama del Departament d'Història de l'Art de la Universitat de Saragossa des de 1996; membre del Consell Assessor de "Emblemata·. Revista Aragonesa d'Emblemàtica, publicada per la Institución Fernando el Católico des del seu inici, en 1996; i membre del Consell Assessor de la revista «Butlletí Informatiu de Ceràmica», publicada per l'Associació Catalana de Ceràmica Decorada i Terrissa (ISSN: 0213-1978), des de 2004.

## Obres
- Los mudéjares en Aragón, amb Gonzalo Máximo Borrás Gualis i Esteban Sarasa Sánchez; Caja de Ahorros de la Inmaculada de Aragón (CAI), 2003. ISBN 84-96007-23-5.
- Barroco:el arte, amb Rosario Camacho Martínez i Cristóbal Belda Navarro; Dastin Export, 2003. ISBN 84-96249-16-6.
- La cerámica aragonesa: Caja de Ahorros de la Inmaculada de Aragón (CAI), 1999. ISBN 84-88305-84-2.

- Lo mejor del arte barroco amb Rosario Camacho Martínez i Cristóbal Belda Navarro; Madrid: Información e Historia, 1997-1998. ISBN 84-7679-370-7.
- La cerámica de Teruel; Teruel: Institut d'Estudis Turolenses, 1995. ISBN 84-86982-48-0.
- Cerámica y alfarería de Zaragoza, Saragossa : Delegació Provincial del Ministeri de Cultura, 1981. ISBN 84-500-4572-X.
- Léxico de la cerámica y alfarería aragonesas; Libros Pórtico, 1981. ISBN 84-85264-40-1.
- Alfarería popular aragonesa; Libros Pórtico, 1980. ISBN 84-85264-36-3.
- Introducción general al arte: arquitectura, escultura, pintura, artes decorativas amb Juan Francisco Esteban Lorente i Gonzalo Máximo Borrás Gualis; Ediciones Istmo, 1980. ISBN 84-7090-107-9.
- Cerámica aragonesa decorada: desde la expulsión de los moriscos a la extinción de los alfares (siglos XVII-comienzos del XX); Libros Pórtico, 1978. ISBN 84-85264-28-2.
- Cerámica aragonesa; Librería General, 1976. ISBN 84-7078-013-1.